# Goniorrhachis marginata
Genre
Espèce
Classification phylogénétique
Goniorrhachis marginata  est une espèce de plantes à fleurs dicotylédones de la famille des Fabaceae, sous-famille des Caesalpinioideae. C'est un arbre originaire du Brésil. C'est l'unique espèce acceptée du genre Goniorrhachis (genre monotypique).

## Description
Ce sont des arbres à feuillage persistant, pouvant atteindre de 25 à 30 mètres de haut.